# Dendrocnide venosa
Dendrocnide venosa là loài thực vật có hoa trong họ Tầm ma. Loài này được (Elmer) Chew mô tả khoa học đầu tiên năm 1965.